# Lida Mayo
Lida S. Mayo (11. März 1904 in Columbus, Mississippi – 1978) war eine US-amerikanische Historikerin.
Im Jahre 1924 schloss sie das Randolph-Macon Woman’s College in Lynchburg ab. Sie arbeitete zunächst bei der Library of Congress in Washington, D.C., dann ab 1947 bei dem Air Transport Command der United States Air Force. Zwischen 1941 und 1950 veröffentlichte sie Biografien und historische Studien zu den USA im 19. Jahrhundert. In den frühen 1950er wurde sie Historikerin des United States Army Ordnance Corps. In den Jahren 1954 bis 1956 war sie an der American University angestellt. Von 1956 bis zu ihrem Ruhestand im Jahre 1971 war sie Historikerin des United States Army Center of Military History. Im Ruhestand vollendete sie ihr Buch Bloody Buna über die Schlacht um Neuguinea, welches ein Bestseller in Australien wurde.
Ihre Artikel erschienen in der Encyclopaedia Britannica sowie in verschiedenen Zeitschriften wie American Heritage oder Virginia Quarterly Review.

## Schriften
- Henry Clay. 1943, OCLC 1601199.
- mit George Alfred Townsend: Rustics in Rebellion. 1950, OCLC 470129036.
- mit Harry C. Thomson: The Ordnance Department: Procurement and supply. 1960 (online).
- The Ordnance Department: On Beachhead and Battlefront. 1968 (online).
- Bloody Buna: the campaign that halted the Japanese invasion of Australia. David & Charles, Newton Abbot 1975, ISBN 0-7153-6852-4.
- Mitautorin: The Corps of Engineers: The War Against Germany. 1985 (online).